# Ragna
Ragna ist ein weiblicher Vorname. Er entstammt dem Norwegischen und ist die Kurzform für Ragnhild oder Reinhild. Der Name besteht aus zwei Wortstämmen, wobei „Ragine“ im Deutschen mit „Rat“ und „Hilta“ mit „Kampf“ oder „Kämpferin“ übersetzt werden kann.
Ragna kann mit „Königin“ oder „die Reiche“ übersetzt werden.

## Namensträgerinnen
- Ragna Árnadóttir (* 1966), isländische Politikerin
- Ragna Enking (1898–1975), deutsche Archäologin
- Ragna Guderian (* 1971), deutsche Schauspielerin und Regisseurin
- Ragna Ingólfsdóttir (* 1983), isländische Badmintonspielerin
- Ragna Nielsen (1845–1924), norwegische Pädagogin, Schulleiterin, Publizistin, liberale Politikerin und Frauenrechtlerin
- Ragna Biskopstø Patawary (* 1980), färöische Fußballspielerin
- Ragna Pitoll (* 1965), deutsche Schauspielerin
- Ragna Schirmer (* 1972), deutsche Pianistin
- Ragna Sperschneider (1928–2003), deutsche Goldschmiedin und Emailkünstlerin
- Ragna Thiis Stang (1909–1978), norwegische Kunsthistorikerin und Museumsleiterin